# فهرست گل‌های ملی میروسلاو کلوزه

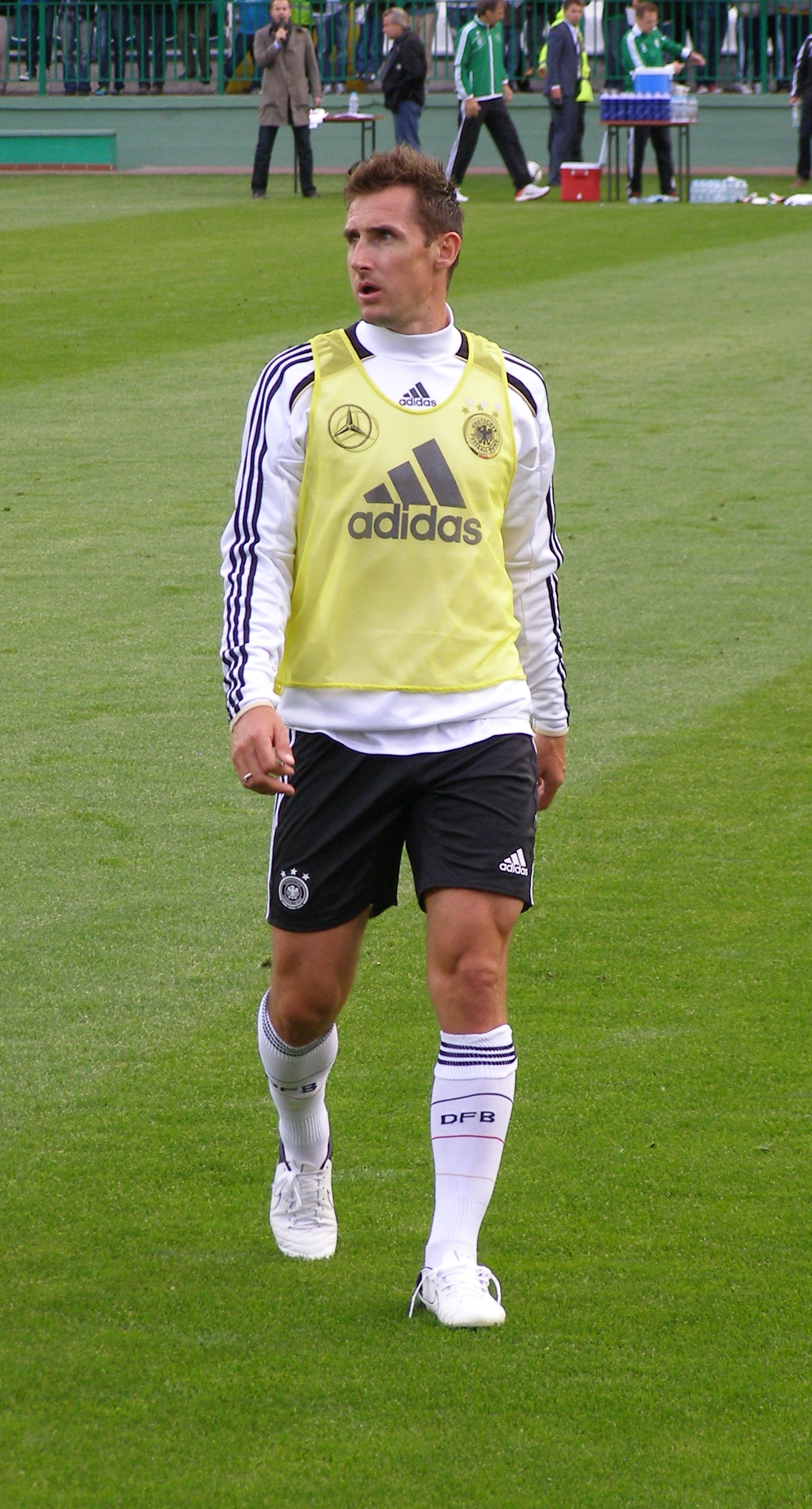
کلوزه در حال تمرین با تیم ملی فوتبال آلمان برای جام ملت‌های اروپا ۲۰۱۲

میروسلاو کلوزه برترین گلزن تیم ملی فوتبال آلمان، با ۷۱ گل در ۱۳۷ بازی بین سال‌های ۲۰۰۱ تا ۲۰۱۴ است. همچنین او با ۱۶ گل در ۲۴ بازی، بهترین گلزن تاریخ جام جهانی فوتبال است. در طول ۱۳ سال بازی کلوزه برای تیم ملی فوتبال آلمان، این تیم در دیدارهایی که او گل زد، نتیجهٔ مسابقه را واگذار نکرد.
در ۲۴ مارس ۲۰۰۱، کلوزه نخستین گل خود را برای تیم ملی فوتبال آلمان در پیروزی ۲ بر ۱ این تیم در برابر تیم ملی فوتبال آلبانی به ثمر رساند. در ۱۳ فوریه ۲۰۰۲، نخستین هت تریک دوران فوتبال ملی خود را در یک پیروزی ۷ بر ۱ در برابر تیم ملی فوتبال اسرائیل و در ورزشگاه فریتز والتر شهر کایزرسلاوترن انجام داد. در ۱۸ مه همان سال نیز، کلوزه با یک هت تریک دیگر در برابر تیم ملی فوتبال اتریش، باعث پیروزی ۶ بر ۲ تیم ملی فوتبال آلمان در این دیدار دوستانه شد. در جام جهانی فوتبال ۲۰۰۲ که به میزبانی کرهٔ جنوبی و ژاپن بود، او باز هم درخشید و در برابر تیم ملی فوتبال عربستان توانست هت تریک دیگری انجام دهد؛ او در این رقابت‌ها در کل توانست ۵ گل بزند تا در جدول گلزنان، کنار ریوالدو و پایین‌تر از رونالدوی برزیلی قرار گیرد.
در ورزشگاه آلیانتس آرنا، در نخستین مسابقهٔ جام جهانی فوتبال ۲۰۰۶ که تیم ملی فوتبال آلمان در برابر تیم ملی فوتبال کاستاریکا قرار گرفته بود، کلوزه ۲ زد که به پیروزی ۴ بر ۲ تیمش کمک کرد؛ او دومین جام جهانی خود را نیز با ۵ گل زده به پایان رساند که این بار برای گرفتن کفش طلای جام جهانی فوتبال کافی بود.
در ۱۰ سپتامبر ۲۰۰۸ و در جریان مسابقات مقدماتی جام جهانی ۲۰۱۰، کلوزه آخرین هت تریک بین‌المللی خود را در تساوی ۳–۳ در برابر تیم ملی فوتبال فنلاند انجام داد. او در جام جهانی فوتبال ۲۰۱۰ توانست ۴ گل بزند.
در یک دیدار دوستانه در ۶ ژوئن ۲۰۱۴، که با پیروزی ۶ بر ۱ تیم ملی فوتبال آلمان در برابر تیم ملی فوتبال ارمنستان همراه بود، کلوزه توانست به آمار ۶۹ گل در ۱۳۲ بازی برسد و از گرد مولر با ۶۸ گل در ۶۲ بازی گذر کند.
کلوزه در جام جهانی فوتبال ۲۰۱۴ نیز به گل‌زنی ادامه داد و در جمع دوگله‌های این رقابت‌ها قرار گرفت. او در تساوی ۲–۲ در برابر تیم ملی فوتبال غنا یک گل زد. در پیروزی ۷ بر ۱ نیمه‌نهایی در برابر تیم ملی فوتبال برزیل، او گل دوم تیمش و آخرین گل بین‌المللی خود را زد تا با ۷۱ گل در ۱۳۷ بازی به کار خود پایان دهد.
کلوزه افزون بر ۱۶ گلی که در رقابت‌های جام جهانی فوتبال زد، ۱۳ گل نیز در مقدماتی این رقابت‌ها به ثمر رساند. او همچنین ۳ گل در جام ملت‌های اروپا و ۱۶ گل در مقدماتی این جام زده‌است. ۲۳ گل دیگر او نیز در مسابقات دوستانه به ثمر رسیده‌اند. رکورد گلزنی او در برابر یک تیم، مربوط به تیم ملی فوتبال اتریش است که در مجموع ۶ گل از کلوزه دریافت کرده‌است. پس از تیم ملی فوتبال اتریش، تیم ملی فوتبال آذربایجان قرار دارد که کلوزه توانست مجموعاً پنج بار دروازهٔ این تیم را باز کند.

### بر اساس گونهٔ رقابت‌ها

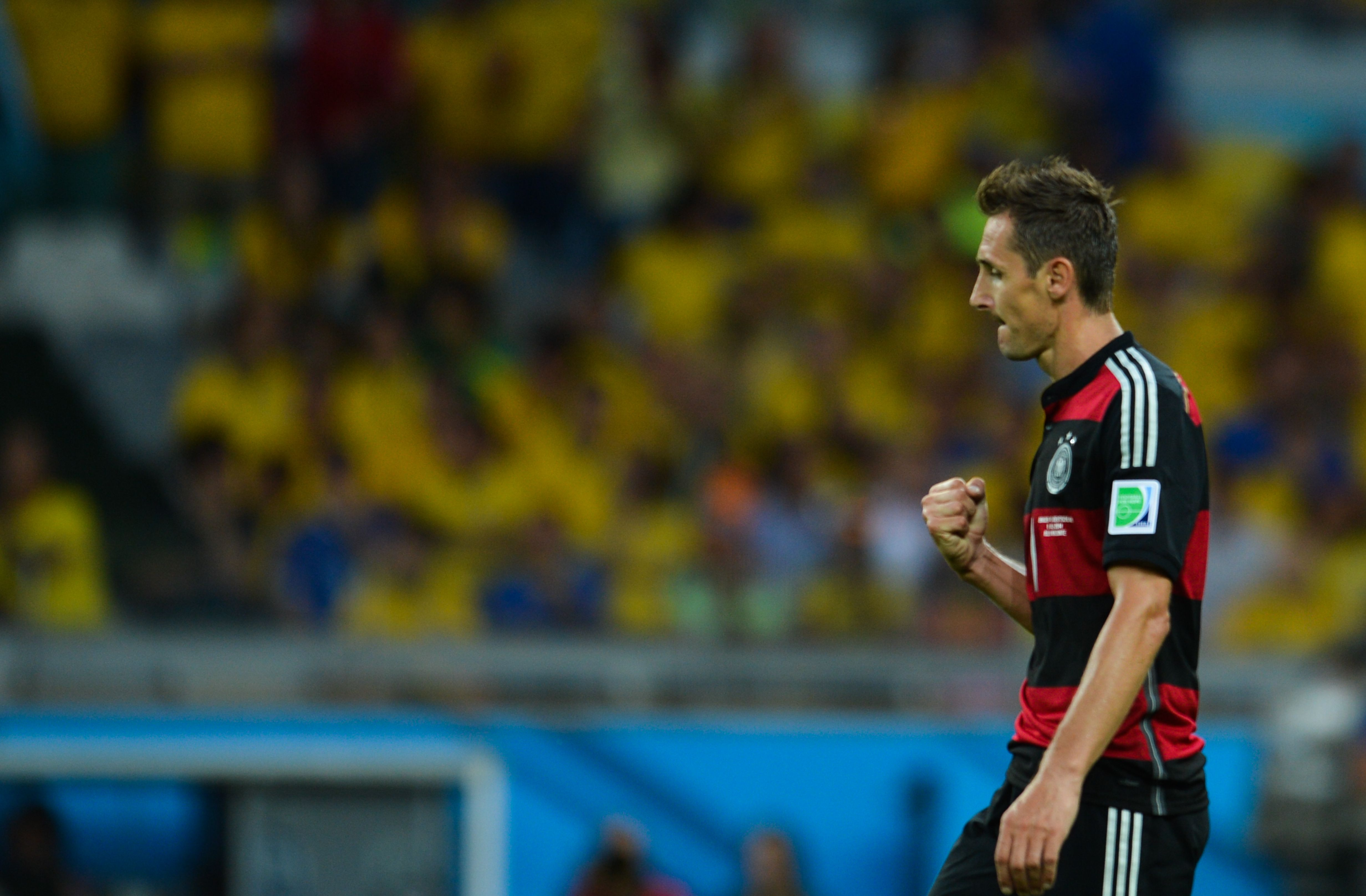
شادی کلوزه پس از رکوردشکنی با شانزدهمین گل خود در جام جهانی فوتبال

## گل‌های بین‌المللی
"گل زده" نتیجهٔ مسابقه را پس از گل کلوزه نمایش می‌دهد. گل‌های تیم ملی فوتبال آلمان در سمت راست آمده‌اند.
| شماره | تاریخ           | بازی | محل                                           | حریف                | گل زده | نتیجه | گونهٔ رقابت‌ها                        | منبع   |
| ----- | --------------- | ---- | --------------------------------------------- | ------------------- | ------ | ----- | ----------------------------------- | ------ |
| ۱.    | ۲۴ مارس ۲۰۰۱    | ۱    | ورزشگاه بای‌آرنا، لورکوزن، آلمان               | آلبانی              | ۲–۱    | ۲–۱   | مرحله مقدماتی جام جهانی فوتبال ۲۰۰۲ | [ ۱۵ ] |
| ۲.    | ۲۸ مارس ۲۰۰۱    | ۲    | ورزشگاه المپیک، آتن، یونان                    | یونان               | ۳–۲    | ۴–۲   | مرحله مقدماتی جام جهانی فوتبال ۲۰۰۲ | [ ۱۶ ] |
| ۳.    | ۱۳ فوریه ۲۰۰۲   | ۸    | ورزشگاه فریتز والتر، کایزرسلاوترن، آلمان      | اسرائیل             | ۱–۱    | ۷–۱   | دوستانه                             | [ ۱۷ ] |
| ۴.    | ۱۳ فوریه ۲۰۰۲   | ۸    | ورزشگاه فریتز والتر، کایزرسلاوترن، آلمان      | اسرائیل             | ۲–۱    | ۷–۱   | دوستانه                             | [ ۱۷ ] |
| ۵.    | ۱۳ فوریه ۲۰۰۲   | ۸    | ورزشگاه فریتز والتر، کایزرسلاوترن، آلمان      | اسرائیل             | ۴–۱    | ۷–۱   | دوستانه                             | [ ۱۷ ] |
| ۶.    | ۱۸ مه ۲۰۰۲      | ۱۲   | ورزشگاه بای‌آرنا، لورکوزن، آلمان               | اتریش               | ۱–۰    | ۶–۲   | دوستانه                             | [ ۱۸ ] |
| ۷.    | ۱۸ مه ۲۰۰۲      | ۱۲   | ورزشگاه بای‌آرنا، لورکوزن، آلمان               | اتریش               | ۲–۰    | ۶–۲   | دوستانه                             | [ ۱۸ ] |
| ۸.    | ۱۸ مه ۲۰۰۲      | ۱۲   | ورزشگاه بای‌آرنا، لورکوزن، آلمان               | اتریش               | ۴–۲    | ۶–۲   | دوستانه                             | [ ۱۸ ] |
| ۹.    | ۱ ژوئن ۲۰۰۲     | ۱۳   | گنبد ساپورو، ساپورو، ژاپن                     | عربستان سعودی       | ۱–۰    | ۸–۰   | جام جهانی فوتبال ۲۰۰۲               | [ ۱۹ ] |
| ۱۰.   | ۱ ژوئن ۲۰۰۲     | ۱۳   | گنبد ساپورو، ساپورو، ژاپن                     | عربستان سعودی       | ۲–۰    | ۸–۰   | جام جهانی فوتبال ۲۰۰۲               | [ ۱۹ ] |
| ۱۱.   | ۱ ژوئن ۲۰۰۲     | ۱۳   | گنبد ساپورو، ساپورو، ژاپن                     | عربستان سعودی       | ۵–۰    | ۸–۰   | جام جهانی فوتبال ۲۰۰۲               | [ ۱۹ ] |
| ۱۲.   | ۵ ژوئن ۲۰۰۲     | ۱۴   | ورزشگاه کاشیما ساکر، کاشیما، ژاپن             | جمهوری ایرلند       | ۱–۰    | ۱–۱   | جام جهانی فوتبال ۲۰۰۲               | [ ۲۰ ] |
| ۱۳.   | ۱۱ ژوئن ۲۰۰۲    | ۱۵   | ورزشگاه شیزوئوکا، شیزوئوکا، ژاپن              | کامرون              | ۲–۰    | ۲–۰   | جام جهانی فوتبال ۲۰۰۲               | [ ۲۱ ] |
| ۱۴.   | ۱۶ اکتبر ۲۰۰۲   | ۲۳   | ورزشگاه ای دبلیو دی آرنا، هانوفر، آلمان       | جزایر فارو          | ۲–۱    | ۲–۱   | مرحله مقدماتی جام ملت‌های اروپا ۲۰۰۴ | [ ۲۲ ] |
| ۱۵.   | ۱۱ ژوئن ۲۰۰۳    | ۲۹   | ورزشگاه تورسفولر، توشهاون، جزایر فارو         | جزایر فارو          | ۱–۰    | ۲–۰   | مرحله مقدماتی جام ملت‌های اروپا ۲۰۰۴ | [ ۲۳ ] |
| ۱۶.   | ۱۸ فوریه ۲۰۰۴   | ۳۵   | ورزشگاه پولیود، اسپلیت، کرواسی                | کرواسی              | ۱–۰    | ۲–۱   | دوستانه                             | [ ۲۴ ] |
| ۱۷.   | ۱۷ نوامبر ۲۰۰۴  | ۴۳   | ورزشگاه ردبول آرنا، لایپزیگ، آلمان            | کامرون              | ۲–۰    | ۳–۰   | دوستانه                             | [ ۲۵ ] |
| ۱۸.   | ۱۷ نوامبر ۲۰۰۴  | ۴۳   | ورزشگاه ردبول آرنا، لایپزیگ، آلمان            | کامرون              | ۳–۰    | ۳–۰   | دوستانه                             | [ ۲۵ ] |
| ۱۹.   | ۱۶ دسامبر ۲۰۰۴  | ۴۴   | ورزشگاه بین‌المللی یوکوهاما، یوکوهاما، ژاپن    | ژاپن                | ۱–۰    | ۳–۰   | دوستانه                             | [ ۲۶ ] |
| ۲۰.   | ۱۶ دسامبر ۲۰۰۴  | ۴۴   | ورزشگاه بین‌المللی یوکوهاما، یوکوهاما، ژاپن    | ژاپن                | ۳–۰    | ۳–۰   | دوستانه                             | [ ۲۶ ] |
| ۲۱.   | ۲۲ مارس ۲۰۰۶    | ۵۲   | ورزشگاه سیگنال ایدونا پارک، دورتموند، آلمان   | ایالات متحده آمریکا | ۳–۰    | ۴–۱   | دوستانه                             | [ ۲۷ ] |
| ۲۲.   | ۲۷ مه ۲۰۰۶      | ۵۳   | ورزشگاه شوارتزوالد، فرایبورگ، آلمان           | لوکزامبورگ          | ۱–۰    | ۷–۰   | دوستانه                             | [ ۲۸ ] |
| ۲۳.   | ۲۷ مه ۲۰۰۶      | ۵۳   | ورزشگاه شوارتزوالد، فرایبورگ، آلمان           | لوکزامبورگ          | ۴–۰    | ۷–۰   | دوستانه                             | [ ۲۸ ] |
| ۲۴.   | ۳۰ مه ۲۰۰۶      | ۵۴   | ورزشگاه بای‌آرنا، لورکوزن، آلمان               | ژاپن                | ۱–۲    | ۲–۲   | دوستانه                             | [ ۲۹ ] |
| ۲۵.   | ۹ ژوئن ۲۰۰۶     | ۵۶   | ورزشگاه آلیانتس آرنا، مونیخ، آلمان            | کاستاریکا           | ۲–۱    | ۴–۲   | جام جهانی فوتبال ۲۰۰۶               | [ ۳۰ ] |
| ۲۶.   | ۹ ژوئن ۲۰۰۶     | ۵۶   | ورزشگاه آلیانتس آرنا، مونیخ، آلمان            | کاستاریکا           | ۳–۱    | ۴–۲   | جام جهانی فوتبال ۲۰۰۶               | [ ۳۰ ] |
| ۲۷.   | ۲۰ ژوئن ۲۰۰۶    | ۵۸   | ورزشگاه المپیک، برلین، آلمان                  | اکوادور             | ۱–۰    | ۳–۰   | جام جهانی فوتبال ۲۰۰۶               | [ ۳۱ ] |
| ۲۸.   | ۲۰ ژوئن ۲۰۰۶    | ۵۸   | ورزشگاه المپیک، برلین، آلمان                  | اکوادور             | ۲–۰    | ۳–۰   | جام جهانی فوتبال ۲۰۰۶               | [ ۳۱ ] |
| ۲۹.   | ۳۰ ژوئن ۲۰۰۶    | ۶۰   | ورزشگاه المپیک، برلین، آلمان                  | آرژانتین            | ۱–۱    | ۱–۱   | جام جهانی فوتبال ۲۰۰۶               | [ ۳۲ ] |
| ۳۰.   | ۱۶ اوت ۲۰۰۶     | ۶۳   | ورزشگاه فلتینس آرنا، گلزنکیرشن، آلمان         | سوئد                | ۲–۰    | ۳–۰   | دوستانه                             | [ ۳۳ ] |
| ۳۱.   | ۱۶ اوت ۲۰۰۶     | ۶۳   | ورزشگاه فلتینس آرنا، گلزنکیرشن، آلمان         | سوئد                | ۳–۰    | ۳–۰   | دوستانه                             | [ ۳۳ ] |
| ۳۲.   | ۶ سپتامبر ۲۰۰۶  | ۶۵   | ورزشگاه سان مارینو، سرواله، سان مارینو        | سان مارینو          | ۳–۰    | ۱۳–۰  | مرحله مقدماتی جام ملت‌های اروپا ۲۰۰۸ | [ ۳۴ ] |
| ۳۳.   | ۶ سپتامبر ۲۰۰۶  | ۶۵   | ورزشگاه سان مارینو، سرواله، سان مارینو        | سان مارینو          | ۵–۰    | ۱۳–۰  | مرحله مقدماتی جام ملت‌های اروپا ۲۰۰۸ | [ ۳۴ ] |
| ۳۴.   | ۸ سپتامبر ۲۰۰۷  | ۷۰   | ورزشگاه میلنیوم، کاردیف، ولز                  | ولز                 | ۱–۰    | ۲–۰   | مرحله مقدماتی جام ملت‌های اروپا ۲۰۰۸ | [ ۳۵ ] |
| ۳۵.   | ۸ سپتامبر ۲۰۰۷  | ۷۰   | ورزشگاه میلنیوم، کاردیف، ولز                  | ولز                 | ۲–۰    | ۲–۰   | مرحله مقدماتی جام ملت‌های اروپا ۲۰۰۸ | [ ۳۵ ] |
| ۳۶.   | ۱۷ نوامبر ۲۰۰۷  | ۷۱   | ورزشگاه ای دبلیو دی آرنا، هانوفر، آلمان       | قبرس                | ۲–۰    | ۴–۰   | مرحله مقدماتی جام ملت‌های اروپا ۲۰۰۸ | [ ۳۶ ] |
| ۳۷.   | ۶ فوریه ۲۰۰۸    | ۷۳   | ورزشگاه ارنست هاپل، وین، اتریش                | اتریش               | ۲–۰    | ۳–۰   | دوستانه                             | [ ۳۷ ] |
| ۳۸.   | ۲۶ مارس ۲۰۰۸    | ۷۴   | ورزشگاه سنت یاکوب پارک، بازل، سوئیس           | سوئیس               | ۱–۰    | ۴–۰   | دوستانه                             | [ ۳۸ ] |
| ۳۹.   | ۲۷ مه ۲۰۰۸      | ۷۵   | ورزشگاه فریتز والتر، کایزرسلاوترن، آلمان      | بلاروس              | ۱–۰    | ۲–۲   | دوستانه                             | [ ۳۹ ] |
| ۴۰.   | ۱۹ ژوئن ۲۰۰۸    | ۷۹   | ورزشگاه سنت یاکوب پارک، بازل، سوئیس           | پرتغال              | ۲–۰    | ۳–۲   | جام ملت‌های اروپا ۲۰۰۸               | [ ۴۰ ] |
| ۴۱.   | ۲۵ ژوئن ۲۰۰۸    | ۸۰   | ورزشگاه سنت یاکوب پارک، بازل، سوئیس           | ترکیه               | ۲–۱    | ۳–۲   | جام ملت‌های اروپا ۲۰۰۸               | [ ۴۱ ] |
| ۴۲.   | ۱۰ سپتامبر ۲۰۰۸ | ۸۴   | ورزشگاه المپیک هلسینکی، هلسینکی، فنلاند       | فنلاند              | ۱–۱    | ۳–۳   | مرحله مقدماتی جام جهانی فوتبال ۲۰۱۰ | [ ۴۲ ] |
| ۴۳.   | ۱۰ سپتامبر ۲۰۰۸ | ۸۴   | ورزشگاه المپیک هلسینکی، هلسینکی، فنلاند       | فنلاند              | ۲–۲    | ۳–۳   | مرحله مقدماتی جام جهانی فوتبال ۲۰۱۰ | [ ۴۲ ] |
| ۴۴.   | ۱۰ سپتامبر ۲۰۰۸ | ۸۴   | ورزشگاه المپیک هلسینکی، هلسینکی، فنلاند       | فنلاند              | ۳–۳    | ۳–۳   | مرحله مقدماتی جام جهانی فوتبال ۲۰۱۰ | [ ۴۲ ] |
| ۴۵.   | ۱۲ اوت ۲۰۰۹     | ۸۹   | ورزشگاه توفیق بهراموف، باکو، جمهوری آذربایجان | آذربایجان           | ۲–۰    | ۲–۰   | مرحله مقدماتی جام جهانی فوتبال ۲۰۱۰ | [ ۴۳ ] |
| ۴۶.   | ۹ سپتامبر ۲۰۰۹  | ۹۱   | ورزشگاه ای دبلیو دی آرنا، هانوفر، آلمان       | آذربایجان           | ۲–۰    | ۴–۰   | مرحله مقدماتی جام جهانی فوتبال ۲۰۱۰ | [ ۴۴ ] |
| ۴۷.   | ۹ سپتامبر ۲۰۰۹  | ۹۱   | ورزشگاه ای دبلیو دی آرنا، هانوفر، آلمان       | آذربایجان           | ۳–۰    | ۴–۰   | مرحله مقدماتی جام جهانی فوتبال ۲۰۱۰ | [ ۴۴ ] |
| ۴۸.   | ۱۰ اکتبر ۲۰۰۹   | ۹۲   | ورزشگاه لوژنیکی، مسکو، روسیه                  | روسیه               | ۱–۰    | ۱–۰   | مرحله مقدماتی جام جهانی فوتبال ۲۰۱۰ | [ ۴۵ ] |
| ۴۹.   | ۱۳ ژوئن ۲۰۱۰    | ۹۷   | ورزشگاه موسی مابیدا، دوربان، آفریقای جنوبی    | استرالیا            | ۲–۰    | ۴–۰   | جام جهانی فوتبال ۲۰۱۰               | [ ۴۶ ] |
| ۵۰.   | ۲۷ ژوئن ۲۰۱۰    | ۹۹   | ورزشگاه فری استیت، بلومفونتن، آفریقای جنوبی   | انگلستان            | ۱–۰    | ۴–۱   | جام جهانی فوتبال ۲۰۱۰               | [ ۴۷ ] |
| ۵۱.   | ۳ ژوئیه ۲۰۱۰    | ۱۰۰  | ورزشگاه کیپ تاون، کیپ‌تاون، آفریقای جنوبی      | آرژانتین            | ۲–۰    | ۴–۰   | جام جهانی فوتبال ۲۰۱۰               | [ ۴۸ ] |
| ۵۲.   | ۳ ژوئیه ۲۰۱۰    | ۱۰۰  | ورزشگاه کیپ تاون، کیپ‌تاون، آفریقای جنوبی      | آرژانتین            | ۴–۰    | ۴–۰   | جام جهانی فوتبال ۲۰۱۰               | [ ۴۸ ] |
| ۵۳.   | ۳ سپتامبر ۲۰۱۰  | ۱۰۲  | ورزشگاه کینگ بودوئن، بروکسل، بلژیک            | بلژیک               | ۱–۰    | ۱–۰   | مرحله مقدماتی جام ملت‌های اروپا ۲۰۱۲ | [ ۴۹ ] |
| ۵۴.   | ۷ سپتامبر ۲۰۱۰  | ۱۰۳  | ورزشگاه راین انرژی، کلن، آلمان                | آذربایجان           | ۳–۰    | ۶–۱   | مرحله مقدماتی جام ملت‌های اروپا ۲۰۱۲ | [ ۵۰ ] |
| ۵۵.   | ۷ سپتامبر ۲۰۱۰  | ۱۰۳  | ورزشگاه راین انرژی، کلن، آلمان                | آذربایجان           | ۶–۱    | ۶–۱   | مرحله مقدماتی جام ملت‌های اروپا ۲۰۱۲ | [ ۵۰ ] |
| ۵۶.   | ۸ اکتبر ۲۰۱۰    | ۱۰۴  | ورزشگاه المپیک، برلین، آلمان                  | ترکیه               | ۱–۰    | ۳–۰   | مرحله مقدماتی جام ملت‌های اروپا ۲۰۱۲ | [ ۵۱ ] |
| ۵۷.   | ۸ اکتبر ۲۰۱۰    | ۱۰۴  | ورزشگاه المپیک، برلین، آلمان                  | ترکیه               | ۳–۰    | ۳–۰   | مرحله مقدماتی جام ملت‌های اروپا ۲۰۱۲ | [ ۵۱ ] |
| ۵۸.   | ۱۲ اکتبر ۲۰۱۰   | ۱۰۵  | ورزشگاه آستانه آرنا، آستانه، قزاقستان         | قزاقستان            | ۱–۰    | ۳–۰   | مرحله مقدماتی جام ملت‌های اروپا ۲۰۱۲ | [ ۵۲ ] |
| ۵۹.   | ۹ فوریه ۲۰۱۱    | ۱۰۶  | ورزشگاه سیگنال ایدونا پارک، دورتموند، آلمان   | ایتالیا             | ۱–۰    | ۱–۱   | دوستانه                             | [ ۵۳ ] |
| ۶۰.   | ۲۶ مارس ۲۰۱۱    | ۱۰۷  | ورزشگاه فریتز والتر، کایزرسلاوترن، آلمان      | قزاقستان            | ۱–۰    | ۴–۰   | مرحله مقدماتی جام ملت‌های اروپا ۲۰۱۲ | [ ۵۴ ] |
| ۶۱.   | ۲۶ مارس ۲۰۱۱    | ۱۰۷  | ورزشگاه فریتز والتر، کایزرسلاوترن، آلمان      | قزاقستان            | ۴–۰    | ۴–۰   | مرحله مقدماتی جام ملت‌های اروپا ۲۰۱۲ | [ ۵۴ ] |
| ۶۲.   | ۲ سپتامبر ۲۰۱۱  | ۱۱۱  | ورزشگاه فلتینس آرنا، گلزنکیرشن، آلمان         | اتریش               | ۱–۰    | ۶–۲   | مرحله مقدماتی جام ملت‌های اروپا ۲۰۱۲ | [ ۵۵ ] |
| ۶۳.   | ۱۵ نوامبر ۲۰۱۱  | ۱۱۳  | ورزشگاه فولکسپارک، هامبورگ، آلمان             | هلند                | ۲–۰    | ۳–۰   | دوستانه                             | [ ۵۶ ] |
| ۶۴.   | ۲۲ ژوئن ۲۰۱۲    | ۱۲۰  | ورزشگاه پی‌جی‌ئی آرنا، گدانسک، لهستان           | یونان               | ۳–۱    | ۴–۲   | جام ملت‌های اروپا ۲۰۱۲               | [ ۵۷ ] |
| ۶۵.   | ۱۲ اکتبر ۲۰۱۲   | ۱۲۵  | ورزشگاه آویوا، دوبلین، جمهوری ایرلند          | جمهوری ایرلند       | ۴–۰    | ۶–۱   | مرحله مقدماتی جام جهانی فوتبال ۲۰۱۴ | [ ۵۸ ] |
| ۶۶.   | ۱۶ اکتبر ۲۰۱۲   | ۱۲۶  | ورزشگاه المپیک، برلین، آلمان                  | سوئد                | ۱–۰    | ۴–۴   | مرحله مقدماتی جام جهانی فوتبال ۲۰۱۴ | [ ۵۹ ] |
| ۶۷.   | ۱۶ اکتبر ۲۰۱۲   | ۱۲۶  | ورزشگاه المپیک، برلین، آلمان                  | سوئد                | ۲–۰    | ۴–۴   | مرحله مقدماتی جام جهانی فوتبال ۲۰۱۴ | [ ۵۹ ] |
| ۶۸.   | ۶ سپتامبر ۲۰۱۳  | ۱۲۹  | ورزشگاه آلیانتس آرنا، مونیخ، آلمان            | اتریش               | ۱–۰    | ۳–۰   | مرحله مقدماتی جام جهانی فوتبال ۲۰۱۴ | [ ۶۰ ] |
| ۶۹.   | ۶ ژوئن ۲۰۱۴     | ۱۳۲  | ورزشگاه اپل آرنا، ماینتس، آلمان               | ارمنستان            | ۴–۱    | ۶–۱   | دوستانه                             | [ ۶۱ ] |
| ۷۰.   | ۲۱ ژوئن ۲۰۱۴    | ۱۳۳  | ورزشگاه کاستلو فورتالزا، فورتالزا، برزیل      | غنا                 | ۲–۲    | ۲–۲   | جام جهانی فوتبال ۲۰۱۴               | [ ۶۲ ] |
| ۷۱.   | ۸ ژوئیه ۲۰۱۴    | ۱۳۶  | ورزشگاه مینیرو، بلو هوریزونته، برزیل          | برزیل               | ۲–۰    | ۷–۱   | جام جهانی فوتبال ۲۰۱۴               | [ ۶۳ ] |

## تفکیک
| سال  | بازی | گل |
| ---- | ---- | -- |
| ۲۰۰۱ | ۷    | ۲  |
| ۲۰۰۲ | ۱۷   | ۱۲ |
| ۲۰۰۳ | ۱۰   | ۱  |
| ۲۰۰۴ | ۱۱   | ۵  |
| ۲۰۰۵ | ۵    | ۰  |
| ۲۰۰۶ | ۱۷   | ۱۳ |
| ۲۰۰۷ | ۵    | ۳  |
| ۲۰۰۸ | ۱۵   | ۸  |
| ۲۰۰۹ | ۶    | ۴  |
| ۲۰۱۰ | ۱۲   | ۱۰ |
| ۲۰۱۱ | ۸    | ۵  |
| ۲۰۱۲ | ۱۳   | ۴  |
| ۲۰۱۳ | ۴    | ۱  |
| ۲۰۱۴ | ۷    | ۳  |
| کل   | ۱۳۷  | ۷۱ |

| گونهٔ رقابت               | بازی | گل |
| ------------------------ | ---- | -- |
| مقدماتی جام جهانی فوتبال | ۱۹   | ۱۳ |
| جام جهانی فوتبال         | ۲۴   | ۱۶ |
| مقدماتی جام ملت‌های اروپا | ۲۳   | ۱۶ |
| جام ملت‌های اروپا         | ۶    | ۳  |
| دوستانه                  | ۶۵   | ۲۳ |
| کل                       | ۱۳۷  | ۷۱ |